# Grupo de Los Verdes/Alianza Libre Europea
El Grupo de Los Verdes/Alianza Libre Europea (abreviado como Greens/EFA por su nombre en inglés, tradicionalmente, como Verts/ALE en francés, y Los Verdes/ALE en español) y conocidos como los Verdes, es un grupo político del Parlamento Europeo compuesto por los eurodiputados del Partido Verde Europeo (EGP) y Alianza Libre Europea (EFA), así como un conjunto de diputados independientes o de formaciones sin partido político europeo, entre los que destacan los miembros del Partido Pirata Europeo (Pirates) y de Volt Europa.
Es el sexto grupo más numeroso del Parlamento Europeo, con 53 diputados. Los copresidentes del grupo son el belga Philippe Lamberts de Ecolo, que sustituye al alemán Daniel Cohn-Bendit, y la alemana Terry Reintke de la Alianza 90/Los Verdes.

## Historia
En 1999, los partidos Partido Verde Europeo, hasta ahora reunidos en el Grupo de Los Verdes, lograron su mejor representación hasta el momento en el Parlamento Europeo con 38 eurodiputados. Por su lado, los partidos inegrados dentro de la Alianza Libre Europea, algunos de los cuales estaban en la anterior legislatura en el Grupo de la Coalición Radical Europea, obtuvieron 10 escaños, lo que transformó al nuevo grupo en el cuarto mayor del Europarlamento. Heidi Hautala, de Finlandia, y Paul Lannoye, de Bélgica, fueron elegidos copresidentes del grupo.
Desde los inicios del grupo, los partidos integrados en el Partido Verde Europeo, así como otros independientes cercanos, han orientado su acción hacia políticas verdes, que abarcan tanto la Ecología política como el Ecosocialismo y el Ecoliberalismo. Por su parte, los partidos de la Alianza Libre Europea, formada por nacionalistas sin estado y regionalistas, apuestan por políticas progresistas, así como la búsqueda de más autonomía para sus regiones, o incluso la independencia.
En las elecciones de 2004, el grupo obtuvo 42 diputados, gracias a la suma de algunos independientes, y se puso como objetivo batallar en una serie de normas de alto perfil sobre la legislación de la Unión Europea, lo que provocó el conflicto con los grupos de presión de los distintos sectores industriales. En los comicios de 2009, el grupo siguió creciendo hasta los 55 eurodiputados mientras que en 2014 el grupo ha perdido fuerza, quedándose en 50 diputados, por la salida de algunos partidos como la Nueva Alianza Flamenca de Bélgica.

### Presidentes del grupo
El Grupo de Los Verdes / Alianza Libre Europea elige, desde su fundación, a dos copresidentes, un hombre y una mujer, dentro de sus políticas de igualdad de género.
| Periodo   | Nombre             | Estado    | Partido político            |
| --------- | ------------------ | --------- | --------------------------- |
| 1999-2004 | Paul Lannoye       | Bélgica   | Ecolo!                      |
| 1999-2004 | Heidi Hautala      | Finlandia | Liga Verde                  |
| 2004-2009 | Daniel Cohn-Bendit | Alemania  | Alianza 90/Los Verdes a     |
| 2004-2009 | Monica Frassoni    | Italia    | Federación de los Verdes    |
| 2009-2014 | Daniel Cohn-Bendit | Alemania  | Europe Écologie-Les Verts a |
| 2009-2014 | Rebecca Harms      | Alemania  | Alianza 90/Los Verdes       |
| 2014-2022 | Philippe Lamberts  | Bélgica   | Ecolo                       |
| 2014-2022 | Ska Keller         | Alemania  | Alianza 90/Los Verdes       |
| 2022-     | Philippe Lamberts  | Bélgica   | Ecolo                       |
| 2022-     | Terry Reintke      | Alemania  | Alianza 90/Los Verdes       |

a Daniel Cohn-Bendit es de nacionalidad alemana, pero nacido en Francia. Se ha presentado en ambos países y se indica el partido por el que fue elegido en el periodo indicado.

## Organización
El Grupo de Los Verdes / Alianza Libre Europea se organiza a través de la asamblea plenaria, la mesa y los coordinadores, que son los organizadores de las intervenciones del grupo en las diferentes comisiones del Parlamento Europeo.

### La asamblea plenaria
La asamblea plenaria es el órgano más importante del grupo, y está constituida por todos los diputados del grupo en el Parlamento Europeo. La Asamblea adopta decisiones sobre todas las cuestiones políticas que se tratarán en el Parlamento Europeo y decide los representantes en las diferentes comisiones, así como otras cuestiones de índole organizativo como el reparto de las ayudas a partidos políticos.

### La mesa
La mesa plenaria elige a los dos copresidentes, a un máximo de seis vicepresidentes, además de uno elegido por el subgrupo de la Alianza Libre Europea, y al tesorero. Por su parte, el grupo tiene a un secretario y dos asistentes externos, que también forman parte de la mesa. Todos ellos son los encargados de representar al grupo, frente a los medios y la ciudadanía, y de preparar la asamblea plenaria.
| La mesa                    |              |                                     |
| Copresidentes              |              |                                     |
| Nombre                     | Estado       | Partido político                    |
| Philippe Lamberts          | Bélgica      | Ecolo                               |
| Ska Keller                 | Alemania     | Alianza 90/Los Verdes               |
| Vicepresidentes            |              |                                     |
| Nombre                     | Estado       | Partido político                    |
| Ernest Urtasun             | España       | Catalunya en Comú                   |
| Oriol Junqueras            | España       | Esquerra Republicana de Catalunya   |
| Molly Scott Cato           | Reino Unido  | Partido Verde de Inglaterra y Gales |
| Terry Reintke              | Alemania     | Alianza 90/Los Verdes               |
| Gwendoline Delbos-Corfield | Francia      | Europa Ecología Los Verdes          |
| Alice Bah Kuhnke           | Suecia       | Partido Verde                       |
| Tesorero                   |              |                                     |
| Nombre                     | Estado       | Partido político                    |
| Bas Eickhout               | Países Bajos | Izquierda Verde                     |
| Secretario y asistentes    |              |                                     |
| Nombre                     | Estado       | Partido político                    |
| Vula Tsetsi                | Grecia       |                                     |
| Joachim Denkinger          | Países Bajos |                                     |
| José-Luis Linazasoro       | España       |                                     |

### Subgrupo Alianza Libre Europea
Dentro del grupo, los diputados adscritos al partido Alianza Libre Europea forman un subgrupo, del mismo nombre, con el objetivo de promover la causa de las naciones sin estado, el aumento de las competencias para las regiones de Europa y la protección de las minorías desfavorecidas.
Actualmente el grupo cuenta con representación de Escocia y Gales (Reino Unido), de Cataluña (España) y de la minoría rusa en Letonia. El presidente del subgrupo es Josep Maria Terricabras de Independiente por Esquerra Republicana de Catalunya (vinculado a Catalunya Sí) y los vicepresidentes son Jill Evans de Plaid Cymru e Ian Hudghton del Partido Nacional Escocés.

## Parlamento Europeo
El Grupo de Los Verdes / Alianza Libre Europea es el sexto grupo en número de escaños en la octava legislatura del Parlamento Europeo, sumando un total de 50 eurodiputados, un 6,65% de la cámara, de 17 Estados miembro de la Unión Europea. En enero de 2017 ampliaron su número a 51 con la incorporación como independiente de Marco Affronte, elegido por el italiano Movimiento Cinco Estrellas.

### Diputados
El grupo, en la Décima legislatura del Parlamento Europeo, está formado por los siguientes diputados:
| Total | Total                                     | Partido político europeo | Partido político europeo                                                  | Partido miembro                                              | Partido miembro                                      | Diputados         | Diputados            | Diputados            |
| Total | Total                                     | Partido político europeo | Partido político europeo                                                  | Partido miembro                                              | Partido miembro                                      | Respecto al grupo | Respecto a su estado | Respecto a su estado |
| ----- | ----------------------------------------- | --- | ------------------------------------------------------------------------- | ------------------------------------------------------------ | ---------------------------------------------------- | ----------------- | -------------------- | -------------------- |
|       | Los Verdes / Alianza Libre Europea 53/720 | | EGP 39/53                                                                 |                                                              | Alianza 90/Los Verdes Bündnis 90/Die Grünen (B90/DG) | 12/53             | 12/96                | Alemania             |
|       | Los Verdes / Alianza Libre Europea 53/720 | Los Ecologistas-Europa Ecología Los Verdes Les Écologistes–Europe Écologie Les Verts (LE)                                                      | EGP 39/53                                                                 | 5/53                                                         | 5/81                                                 | Francia           |                      |                      |
|       | Los Verdes / Alianza Libre Europea 53/720 | Izquierda Verde Groen Links (GL) | EGP 39/53                                                                 | 4/53                                                         | 4/31                                                 | Países Bajos      |                      |                      |
|       | Los Verdes / Alianza Libre Europea 53/720 | Izquierda Verde Socialistisk Folkeparti (SF)                                                                                                   | EGP 39/53                                                                 | 3/53                                                         | 3/15                                                 | Dinamarca         |                      |                      |
|       | Los Verdes / Alianza Libre Europea 53/720 | Partido Ambiental los Verdes Miljöpartiet de Gröna (MdF)                                                                                       | EGP 39/53                                                                 | 3/53                                                         | 3/21                                                 | Suecia            |                      |                      |
|       | Los Verdes / Alianza Libre Europea 53/720 | Europa Verde Europa Verde (EV) | EGP 39/53                                                                 | 2/53                                                         | 2/76                                                 | Italia            |                      |                      |
|       | Los Verdes / Alianza Libre Europea 53/720 | Liga Verde Vihreä Liitto (VL) | EGP 39/53                                                                 | 2/53                                                         | 2/15                                                 | Finlandia         |                      |                      |
|       | Los Verdes / Alianza Libre Europea 53/720 | Los Verdes-La Alternativa Verde Die Grünen-Die Grüne Alternative (DG)                                                                          | EGP 39/53                                                                 | 2/53                                                         | 2/20                                                 | Austria           |                      |                      |
|       | Los Verdes / Alianza Libre Europea 53/720 | Ecologistas Confederados para la Organización de las Luchas Originales Écologistes Confédérés pour l'Organisation de Luttes Originales (ECOLO) | EGP 39/53                                                                 | 1/53                                                         | 1/22                                                 | Bélgica           |                      |                      |
|       | Los Verdes / Alianza Libre Europea 53/720 | Los Verdes Déi Gréng (DG) | EGP 39/53                                                                 | 1/53                                                         | 1/6                                                  | Luxemburgo        |                      |                      |
|       | Los Verdes / Alianza Libre Europea 53/720 | ¡Podemos!-Plataforma Política Možemo!–Politička Platforma (M)                                                                                  | EGP 39/53                                                                 | 1/53                                                         | 1/12                                                 | Croacia           |                      |                      |
|       | Los Verdes / Alianza Libre Europea 53/720 | Progresistas Progresīvie (P) | EGP 39/53                                                                 | 1/53                                                         | 1/9                                                  | Letonia           |                      |                      |
|       | Los Verdes / Alianza Libre Europea 53/720 | Unión de Demócratas "Por Lituania" Demokratų Sąjunga „Vardan Lietuvos“ (DSVL)                                                                  | EGP 39/53                                                                 | 1/53                                                         | 1/11                                                 | Lituania          |                      |                      |
|       | Los Verdes / Alianza Libre Europea 53/720 | Verdes Groen (G) | EGP 39/53                                                                 | 1/53                                                         | 1/22                                                 | Bélgica           |                      |                      |
|       | Los Verdes / Alianza Libre Europea 53/720 | EFA 3/53 |                                                                           | Bloque Nacionalista Gallego Bloque Nacionalista Galego (BNG) | 1/53                                                 | 1/61              | España               |                      |
|       | Los Verdes / Alianza Libre Europea 53/720 | EFA 3/53 | Izquierda Republicana de Cataluña Esquerra Republicana de Catalunya (ERC) | 1/53                                                         | 1/61                                                 | España            |                      |                      |
|       | Los Verdes / Alianza Libre Europea 53/720 | EFA 3/53 | Más-Compromiso Més-Compromís (MÉS)                                        | 1/53                                                         | 1/61                                                 | España            |                      |                      |
|       | Los Verdes / Alianza Libre Europea 53/720 | Ninguno 11/53 |                                                                           | Volt Europa (VOLT)                                           | 5/53                                                 | 3/96              | Alemania             |                      |
| 2/31  | Los Verdes / Alianza Libre Europea 53/720 | Ninguno 11/53 | Países Bajos                                                              | Volt Europa (VOLT)                                           | 5/53                                                 |                   |                      |                      |
|       | Los Verdes / Alianza Libre Europea 53/720 | Ninguno 11/53 | Cataluña en Común Catalunya en Comú (CeC)                                 | 1/53                                                         | 1/61                                                 | España            |                      |                      |
|       | Los Verdes / Alianza Libre Europea 53/720 | Ninguno 11/53 | Partido Pirata Checo Česká Pirátská Strana (CPS)                          | 1/53                                                         | 1/21                                                 | Chequia           |                      |                      |
|       | Los Verdes / Alianza Libre Europea 53/720 | Ninguno 11/53 | Primavera-Partido Verde Vesna-Zelena Stranka (VESNA)                      | 1/53                                                         | 1/9                                                  | Eslovenia         |                      |                      |
|       | Los Verdes / Alianza Libre Europea 53/720 | Ninguno 11/53 | Independientes                                                            | 3/53                                                         | 2/76                                                 | Italia            |                      |                      |
| 1/33  | Los Verdes / Alianza Libre Europea 53/720 | Ninguno 11/53 | Independientes                                                            | 3/53                                                         | Rumania                                              |                   |                      |                      |

### Mesa del Parlamento
Para la presidencia del Parlamento, el Grupo de Los Verdes / Alianza Libre Europea presentó a Ulrike Lunacek, del austríaco Los Verdes-La Alternativa Verde. La candidata obtuvo 51 votos frente a los 409 del alemán Martin Schulz, que fue elegido tras un acuerdo entre el Grupo del Partido Popular Europeo y el Grupo de la Alianza Progresista de Socialistas y Demócratas, con el apoyo de la Alianza de los Demócratas y Liberales por Europa. En las vicepresidencias, el grupo controla uno de los 14 asientos, siendo elegida en tercera vuelta, y con 390 votos, la candidata a presidenta del Parlamento Europeo.